# 30 godina slobode
30 let svobode (s podnaslovom Koračnice bratstva in enotnosti, ali srbohrvaško Koračnice bratstva i jedinstva) je album Vojaškega orkestra Zagreb, ki je izšel na vinilni plošči leta 1975 pri glasbeni založbi Suzy.

## Naslov
Album je izšel ob 30-letnici osvoboditve in konca druge svetovne vojne.
Na njem lahko slišimo vojaške koračnice različnih jugoslovanskih narodov, tudi nekaj slovenskih.
Spremno besedilo je napisal dirigent Josip Janković.
Na ovitku vidimo postroj orkestra.

## Seznam posnetkov
| A stran | A stran                        | A stran       | A stran     | A stran |
| Št.     | Naslov                         | Glasba        | Priredba    | Dolžina |
| ------- | ------------------------------ | ------------- | ----------- | ------- |
| 1.      | „Marš kozaračkih proletera‟    | A. Smajlović  |             | 3:03    |
| 2.      | „U lepom Zagorju‟              | M. Tomašević  | J. Janković | 2:25    |
| 3.      | „Marš III. makedonske brigade‟ | R. Paunovski  |             | 3:18    |
| 4.      | „Pod Golico‟                   | J. Tavčar     |             | 2:56    |
| 5.      | „Pozdrav Leskovcu‟             | B. Mladenović |             | 2:56    |
| 6.      | „Istra‟                        | G. Učakar     |             | 2:27    |
| 7.      | „Splitska koračnica‟           | N. Kalogjera  | J. Janković | 3:18    |

| B stran         | B stran                     | B stran         | B stran         | B stran |
| Št.             | Naslov                      | Glasba          | Priredba        | Dolžina |
| --------------- | --------------------------- | --------------- | --------------- | ------- |
| 1.              | „Paradni marš‟              | S. Binički      |                 | 2:50    |
| 2.              | „Mostar‟                    | S. Čačkez       |                 | 3:20    |
| 3.              | „Marš Vojvođanske brigade‟  | S. Pap          |                 | 2:21    |
| 4.              | „Naprej / Napred‟           | G. Učakar       |                 | 2:50    |
| 5.              | „Svoboda '71 / Sloboda '71‟ | G. Učakar       |                 | 3:38    |
| 6.              | „Crvena kola‟               | N. Kalogjera    | J. Janković     | 2:21    |
| Skupna dolžina: | Skupna dolžina:             | Skupna dolžina: | Skupna dolžina: | 37:43   |

## Sodelujoči

### Vojaški orkester Zagreb / Vojni orkestar Zagreb
- Josip Janković – dirigent

### Produkcija
- Vahidudin Asanović – Vlado – producent
- Sergej Dolenc – tonski mojster
- Dušan Šarac – urednik
- Rajko Šimunović – fotografija